# Puebla aztecaria
Puebla aztecaria är en fjärilsart som beskrevs av William Schaus 1897. Puebla aztecaria ingår i släktet Puebla och familjen mätare. Inga underarter finns listade.